# Вибухи у Тяньцзіні (2015)
Вибухи у Тяньцзіні (катастрофа у Тяньцзіні) — техногенна катастрофа, яка сталась 12 серпня 2015 у порту Тяньцзінь на Півночі Китаю.
Вибухам передувала пожежа на портовому складі, для гасіння якої близько 22:50 за місцевим часом були викликані пожежники. О 23:30 з інтервалом близько 30 секунд сталась серія з двох вибухів, вогняний стовп від яких злетів на висоту в кілька сотень метрів. Ці вибухи було видно з космосу. За даними Китайського сейсмічного агентства, потужність першого вибуху дорівнювала 3 тоннам в тротиловому еквіваленті, другого — 21 тонни. Вибухи відчувалися в радіусі 10 км, геологічні прилади зафіксували струси магнітудою 2,3 та 2,9 за шкалою Ріхтера. Вибухи на складі були настільки потужними, що більшу частину тіл загиблих неможливо ідентифікувати.
Одразу після вибуху для гасіння масштабної пожежі були відправлені 100 пожежних автомобілів.

## Передумови
За даними міністерства громадської безпеки КНР, в районі вибуху зберігалося близько 3 тис. тонн небезпечних речовин, включаючи 700 тонн ціаніду натрію, 800 тонн нітрату амонію і 500 тонн нітрату калію.
У власника складу, який вибухнув в Тяньцзіні, за два місяці до трагедії не було ліцензії на зберігання вибухонебезпечних речовин. Компанія Tianjin International Ruihai Logistics протягом восьми місяців працювала з вибухонебезпечними речовинами, не маючи на це необхідних дозвільних документів. Ліцензія у компанії з'явилася тільки в червні 2015 року.

## Хронологія подій

### 12 серпня
О 22:50 за місцевим часом були викликані пожежники.
О 23:30 (16:30 GMT) з інтервалом близько 30 секунд сталися два вибухи.

### 13 серпня
Вранці 13 серпня через відсутність даних про вантажі в порту та можливість виникнення нових вибухів боротьба з пожежею в порту була призупинена. На місці вибуху виявлений отруйний ціанід натрію.
Правоохоронці затримали 10 осіб відразу після техногенної катастрофи, 13 серпня.
Через вибухи був зупинений суперкомп'ютер Tianhe-1A.

### 14 серпня

Мапа порту Тяньцзінь,
де стався вибух, станом на 2012 рік

Організація Ґрінпіс попередила про можливу хімічну загрозу для населення китайського порту Тянцзінь, що виникла в результаті вибухів і пожежі на портових складах. За даними організації, на місці події були виявлені сліди ціаніду натрію, толуолдізоціанату, карбіду кальцію, а також інших небезпечних для здоров'я хімікатів. Китайська армія направила до Тянцзіню більше двохсот фахівців з хімічної безпеки.

### 15 серпня
15 серпня пролунали нові вибухи, а на території навколо складу, що вибухнув, знову виникла пожежа. Відзначається, що можуть вибухати припарковані на стоянці автомобілі. На місці вибухів утворилася вирва діаметром 400 та глибиною 7 метрів. Влада розпорядилася евакуювати населення в радіусі 3 км від місця події. Це пов'язано з побоюваннями, що на складі під час вибуху перебувало щонайменше 700 тонн ціаніду натрію. Неподалік від евакуйованої зони розбито наметовий табір.

### 16 серпня
Близько 17:00 в китайському Тяньцзіні в порту, в районі згорілого складу прогримів черговий вибух. У цьому місці війська хімзахисту вели роботи з дезактивації місцевості. Військовослужбовці, які проводили дезактивацію, були евакуйовані до з'ясування обставин і причин нового вибуху.
У водах порту міста виявлені небезпечні для людини леткі феноли. Експерти виявили їх у результаті аналізу зразків повітря, узятих на місці 16 серпня. Про це повідомило Центральне китайське телебачення.
16 серпня відомства з охорони навколишнього середовища визначили як об'єкти моніторингу метилбензол, ціанід, ціанистоводневу кислоту і летючі органічні речовини.

### 17 серпня
За підсумками моніторингу, що проводився з 0:00 до 24:00 17 серпня, в 17 пунктах не виявлено нових токсичних речовин, концентрація виявлених раніше речовин не перевищує норму. Що стосується забруднення води, кількість пунктів моніторингу якості води доведено до 40, у тому числі 26 в закритій зоні на місці події, інші 14 — за межами закритої зони. 17 серпня в цих пунктах було зібрано 76 зразків води. На 29 пунктах виявили ціанід, в тому числі, на восьми з них його зміст перевищив норму. Всі ці вісім пунктів розташовані в закритій зоні.

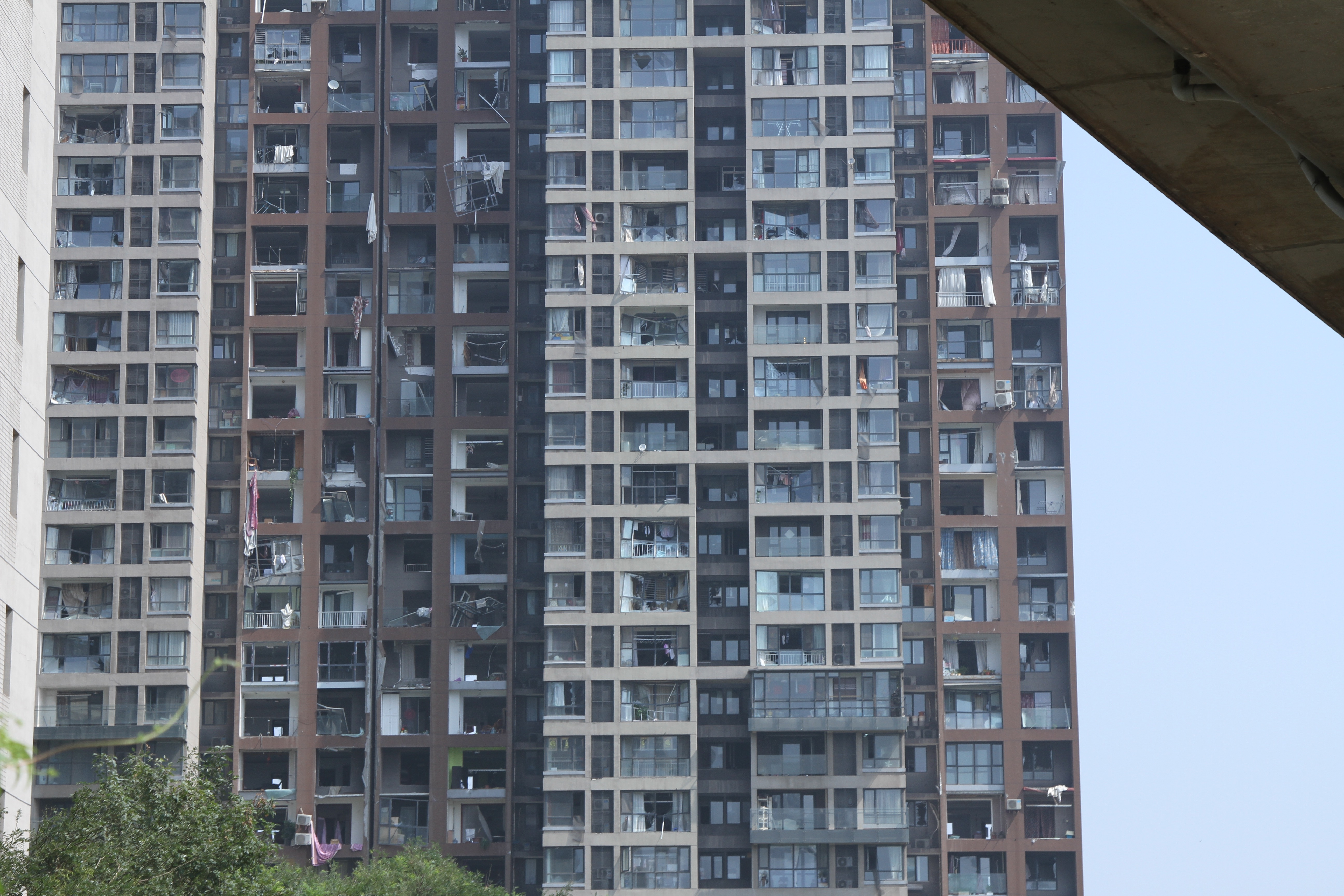
Фото багатоповерхової будівлі, що була пошкоджена внаслідок вибуху в Тяньцзінь в 2015 році.

Сотні мешканців Тяньцзіню, які були змушені залишити свої мешкання після потужних вибухів — провели акцію протесту. Вони зібралися перед готелем, у якому офіційні особи влаштовують прес-конференції та вимагали від уряду відшкодування за серйозно пошкоджені вибухами будинки.
Компанії Toyota і John Deere оголосили про тимчасову зупинку своїх підприємств, розміщених поблизу китайського порту Тяньцзінь.

### 18 серпня
Затримано керівника складу, вибух на якому викликав техногенну катастрофу в Тяньцзіні. Окрім того, правоохоронці взяли під варту ще 10 осіб, яких затримали відразу після техногенної катастрофи, 13-го серпня.
Мешканці Тяньцзіню скаржаться на те, що після дощу в місті на вулицях з'явилася біла піна. За словами мешканців, ті, кому на шкіру потрапила ця піна відчувають печію на обличчі, губах і руках. Разом із тим, метеорологічні експерти раніше заявили, що опади не будуть становити безпосередньої небезпеки для здоров'я людей. Але влада стурбована, що зливи можуть поширити шкідливі речовини по всьому місту.
Фахівці приступили до очищення місця вибуху від води, що містить небезпечні хімічні речовини.
Також відбулися заходи на пам'ять загиблих унаслідок потужних вибухів, що прогриміли 12 серпня на складі з небезпечними хімікатами. Траурні заходи відбулися у семи місцях Тяньцзіню.

### 19 серпня
Державне океанологічне управління Китаю (ДОУ) не виявило ціанідів у водах під час проведення контролю. Хоча у водах раніше вони спостерігалися.
Влада Китаю забороняє наближатися до місця вибуху ближче ніж на 5 кілометрів.

### 20 серпня
Вранці відбулася нарада ПК Політбюро ЦК КПК з питань ліквідації наслідків потужних вибухів у місті. Згодом відбулись ще кілька вибухів незначної потужності. Також були зафіксовані випадки масової гибелі риб.
Приблизно о 10 год. війська хімічного захисту КНР почали велику операцію з знезараження території міста. Спеціалістам вперше вдалося дістатися до епіцентру катастрофи.

### 21 серпня
На місці вибуху почалися нові пожежі. Три пожежі спалахнули безпосередньо на місці вибуху та одна на стоянці автомобілів. Із зони катастрофи терміново були евакуйовані пожежні та рятувальники.

## Ліквідація катастрофи
Перші спроби ліквідації почалися з 13 серпня. У ліквідації беруть участь пожежники, медики та військові.
13 серпня в порту Тяньцзінь знову стався вибух після якого здійнялася пожежа. За даними місцевої поліції вибух стався у складському приміщенні площею 700 кв. метрів де зберігалися 3 тонни легкозаймистих речовин та одна тонна оцтової кислоти.

## Попередні версії причин виникнення
За інформацією в ЗМІ є декілька неофіційних основних версії. Серед них є версії що США здійснили бомбардування порту секретною зброєю з космосу, що метою було знищення суперкомп'ютера або замах на вбивство лідера Китаю. Проте такі твердження не отримали підтвердження.

## Наслідки катастрофи

### Майнові втрати
Зруйнована значна територія порту, в радіусі 2-х кілометрів пошкоджені будівлі та автомобілі, за 300 метрів від епіцентру вибуху знищено близько тисячі нових машин Renault, які були припарковані на складі автозаводу.
За попередніми даними близько 10 тис. автомобілів на загальну суму 625 млн доларів було знищено. З них 7 тис. — німецьких Volkswagen, 1,5 тис. — французьких Renault, 4 тис. — Hyundai Motors, 600 — Mitsubishi Motors, а також автомобілі інших відомих брендів.

### Людські втрати
На 13 серпня загиблими вважалися більше 40 осіб, понад 400 отримали поранення.
На 17 серпня число загиблих становило 112, число поранених — більше 700.
На 27 серпня кількість загиблих — 139 осіб, вважаються зниклими безвісти — 34.
Відомий китайський мільйонер Чень Гуанбяо після відвідування постраждалого міста Тяньцзінь потрапив до лікарні з помірною інтоксикацією.

### Фінансові наслідки
Міжнародне рейтингове агентство Fitch оцінює на 1-1,5 млрд дол. витрати китайських страхових компаній від вибухів у Тяньцзіні.
Вибухи і пожежі в порту завдали корпорації Renault збитків на 33 млн. доларів.

## Судовий процес
У 2016 році китайський суд присудив керівнику логістичної компанії Ruihai International Logistics умовний смертний вирок через вибухи на складі хімічних речовин, зокрема судом встановлено, що Ю Сювей, керівник Ruihai International Logistics, платив хабарі, щоб отримати дозвіл на незаконне зберігання понад 49 000 тонн ціаністого натрію та інших високотоксичних хімікатів на складі компанії в районі порту міста Тяньцзінь в період з 2013 по 2015 рік.
Також суди Тяньцзіня винесли більш легкі вироки ще 48 особам. Серед них 25 посадових осіб місцевого самоврядування та працівників, звинувачених у невиконанні службових обов'язків, зловживанні владою та одержанні хабара, 12 інших співробітників Ruihai, звинувачених у участі у схемі, та 11 працівників компанії, яка надала неправдиві сертифікати, що підтверджують діяльність компанії.

## Реакція міжнародної спільноти
Папа Франциск 20 серпня здійснив молитву за загиблими в Тяньцзіні.
Спеціальний доповідач ООН з питань впливу шкідливих речовин та відходів 20 серпня закликав провести прозоре дослідження обставин катастрофи.